# Pacifistiska socialistpartiet
Pacifistiska socialistpartiet (nederländska: Pacifistisch Socialistische Partij, PSP) var ett nederländskt politiskt parti som grundades 1957 och upplöstes 1991.
1991 gick man samman med Radikala politiska partiet, Nederländernas kommunistiska parti och Evangeliska folkpartiet och bildade det nya partiet Grön vänster.

## Historia
Partiet hade sin bakgrund i en heterogen grupp, politiskt hemlösa människor som under det kalla krigets dagar ville forma en tredje väg i utrikespolitiskt hänseende, mellan kommunism och kapitalism. Här samlades progressiva kristna, vänstersocialister och fredsaktivister, människor utan politisk erfarenhet och sådana som tillhört tidigare partier som Oberoende Socialistpartiet och Kristdemokratiska Unionen. 
Flera av dess ledare hade lämnat arbetarepartiet PvdA i protest mot Nederländernas Natomedlemskap och försök att på militär väg kväsa frihetssträvandena i Indonesien. Andra hade hoppat av kommunistpartiet i protest mot Sovjets inmarsch i Ungern. 
1956 uppmanade man PvdA att nominera två oberoende kandidater från denna grupp på sina valsedlar.
När PvdA, som ursprungligen uttryckt sympati för idén, till slut avböjde denna invit beslutade man att bilda Aktionsgruppen för bildande av ett parti på anti-militaristisk och socialistisk grund i november samma år. Dess uppdrag var att undersöka möjligheterna att starta ett nytt politiskt parti. Gruppens arbete ledde till bildandet av Pacifistiska Socialistpartiet den 27 januari 1957.

## Partiledare
- Nico van der Veen (1957–1960)
- Henk Lankhorst (1960–1969)
- Hans Wiebenga (1969–1972)
- Bram van der Lek (1972–1978)
- Fred van der Spek (1978–1985)
- Andrée van Es (1985–1991)